# Догари (Бузау)
Догари (рум. Dogari) насеље је у Румунији у округу Бузау у општини Бечени. Oпштина се налази на надморској висини од 269 m.

## Становништво
Према подацима из 2002. године у насељу је живело 370 становника, од којих су сви румунске националности.